# Културизъм
Културизмът (или бодибилдинг) е процес на трениране на мускулните влакна на атлета чрез комбинация от упражнения с тежести, специален хранителен режим и почивка. Човек, който се занимава с този вид дейност, е наричан културист.
При спорта, наречен състезателен културизъм, културистите позират, демонстрирайки своето физическо състояние пред съдийски състав, който им присъжда точки за техния естетически вид. Мускулите се разкриват чрез процес, наречен релефна фаза, представляващ комбинация от загуба на телесни мазнини, олио и продукти за придаване на тен, които комбинирани с осветлението правят различаването на група от мускули по-видима.
Известни културисти от близкото минало са Ли Хейни, Дориан Йетс, Флекс Уилър, Лари Скот, Арнолд Шварценегер, Стийв Рийвс, а от настоящето Рони Колман, Джей Кътлър, Маркус Рул.
Поради спецификата на спорта, редът на провеждане на състезанията и субективната съдийска преценка, комбинацията от следните три критерия е от първостепенна важност: обем на телесната мускулатура (максимален), процент подкожни мазнини (минимален) и оптимална хармоничност на физиката (т.е. без изоставащи или доминиращи мускулни групи). Силовите постижения не са от значение и не оказват влияние върху класирането на атлета.
Поради свръхупотреба на анаболни стероиди, други забранени препарати и лесното доказване на наличието им в организма (дори само визуално), културизмът не се нарежда в листата на олимпийските спортове. На повечето турнири по културизъм употребата на стероиди е неофициално разрешена поради нуждата от все по-големи постижения и съответно привличане на зрители и рекламодатели. Съществуват и турнири по натурален културизъм, където състезателите се подлагат на задължителни изследвания за забранени стимуланти. Характерно за тези турнири е че мускулната маса на състезателя има значително по-малка роля в оценяването от съдиите спрямо останалите 2 критерия.

## История

### Юджин Сендоу
Културизмът не е съществувал до 19 век, когато е бил представен от Юджин Сендоу от Прусия (днешна Северна Германия), известен като „бащата на съвременния културизъм“. Счита се, че е пионер в този спорт, защото е позволявал на публиката да се наслаждава, докато наблюдава неговата физика в представления, в които се показват мускули. Въпреки че публиката е била развълнувана да види добре развита физика, онези мъже са показвали техните тела като част от демонстрация на сила или борба. Сендоу е имал представление на сцена, представено и организирано от мениджъра му Флоренц Зигфелд. Спечелилият Оскар през 1936 г. музикален филм „Великият Зигфелд“ разкрива началото на модерния културизъм, когато Сендоу започва да показва своето тяло по карнавалите. Ролята на Сендоу е изиграна от актьора Нат Педълтън.

### Първо голямо състезание
На 16 януари 1904 г. първото голямо културизъм състезание в Америка се състои в Медисън Скуеар Гардън в Ню йорк. Победител е Ал Трелоар, обявен за най-перфектно развит мъж в света. Трелоар печели 1000 долара като награда, които представлявали значителна сума за времето си. 2 седмици по-късно Томъс Едисън създава филм за опита от позиране, придобит от Ал Трелоар. Едисън прави 2 филма за Сендоу няколко години по-рано, правейки го човека, който е създал първата 3-измерна движеща се картина, даваща отличителните черти на културиста. В началото на 20 век Бернар Макфадън и Чарлз Атлас продължават да представят културизма по света.

## Приемане за олимпийски спорт
В началото на 2000 г. Световната федерация по културизъм прави опит да направи културизма олимпийски спорт. Тя придобива пълно членство в Международния олимпийски комитет (МОК) същата година и прави опит за одобрение да се проведе демонстративно състезание на олимпиадата, което евентуално да доведе до приемането на този спорт за пълноправен състезателен спорт на олимпиада. Това обаче не се случва. Признаването на културизма за олимпийски спорт е противоречиво, тъй като много хора смятат, че това не е спорт.

## Зараждане на стероидите
Този период е свързан с покачване на анаболни стероиди, използвани както в културизма така и в много други спортове. В културизма това отчасти се дължи на появата на „масивни чудовища“, като се започне с Арнолд Шварценегер, Франко Колумбо, Лу Фериньо, Дориан Йейтс, Ли Хейни, Рони Колман и Павел Димайо, а също и появата на спортисти като Рич Гаспари и Андрес Мунез, които са смятали достигането на такива размери и твърдост за немислимо. За борба с това и с надеждата да стане член на МОК Международната федерация по културизъм въвежда допинг-тестове за стероиди и други забранени вещества.
Въпреки употребата на допинг-тестове по-голямата част от професионалните културисти все още използват анаболни стероиди срещу конкуренцията. През 1970-те години употребата на анаболни стероиди се обсъжда открито, което отчасти се дължи на факта, че те са законни. Въпреки това през 1990 г. Конгресът на САЩ поставя анаболните стероиди в списъка на контролираните вещества (CSA). По същия начин стероидите са добавени в Наказателния кодекс на Канада като IV клас контролирано вещество (този клас е създаден специално за стероиди).

## Преумора
Преумора се случва, когато културистът е тренирал до точка, където натоварването надхвърля възстановителния му капацитет. Има много причини, поради които се случва преумора, включително и липсата на адекватно хранене, липса на време за възстановяване между тренировките, недоспиване, както и тренирането на по-висока интензивност за твърде дълго време (липса на разделяне на основни тренировки). Тренирането с по-висока интензивност също така твърде често стимулира централната нервна система (ЦНС) и може да доведе до хиперадренергия, така че да пречи на съня.
За да се избегне преумората, интензивното трениране, често трябва да бъдат изпълнени най-малко на равно количество целенасочено възстановяване. Своевременно приемане на въглехидрати, протеини, както и различни микроелементи, като витамини, минерали, фитохимикали, дори и остро критикуваните хранителни добавки.

## Известни културисти
- Филип Хийт – „Мистър Олимпия“ 2011, 2012, 2013, 2014, 2015
- Стив Рийвс
- Арнолд Шварценегер
- Джей Кътлър – 4-кратен световен шампион, притежаващ титлата „Мистър Олимпия“